# Claudio Chiappucci

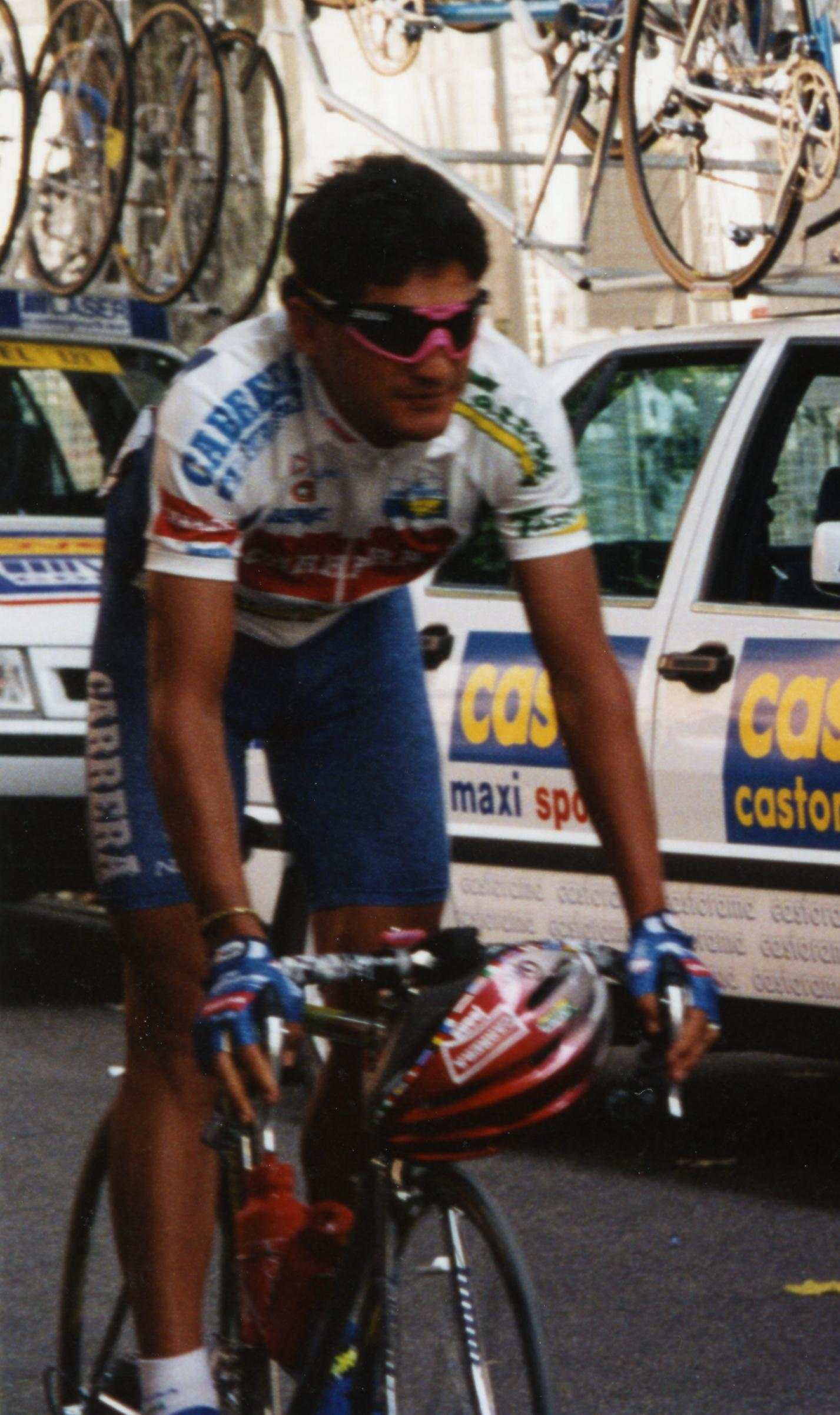
Claudio Chiappucci

Claudio Chiappucci foi um ciclista italiano nascido a 28 de Fevereiro de 1963 em Uboldo, Varese, Lombardia. Esteve três vezes no pódio do Tour de France, foi o segundo em 1990, terceiro em 91 e outra vez segundo em 92.

## Palmares
vencedor (1) Vuelta Ciclista al País Vasco, 1991
vencedor (1) Volta Ciclista a Catalunya, 1994
vencedor (1) Escalada a Montjuich, 1995
vencedor (1)  Milano-Sanremo, 1991
Vencedor (1)  Donostia San Sebastian Klasikoa, 1993
etapas 3x Tour de France ('93, '92, '91)
vencedor (2) Giro del Piemonte  ('95, '89)
vencedor (3) Japan Cup Cycle Road Race  ('95, '94, '93)
3x KOM lider montanha Giro d'Italia  ('93, '92, '90)
2x KOM lider montanha Tour de France  ('92, '91)
2x 2nd lugar GC Tour de France  ('92, '90)